# کامخوت
کامخوت (به ارمنی: Կամխուտ) یک روستا در ارمنستان است که در گتاشن واقع شده‌است.  در  کیلومتری شمال گیومری، مرکز استان شیراک واقع شده است.

## خصوصیات
کامخوت  ۲ نفر جمعیت دارد و در ارتفاع  متر بالاتر از سطح دریا قرار گرفته است.